# Tryonia quitobaquitae
Tryonia quitobaquitae là một loài động vật chân bụng thuộc họ Hydrobiidae. Đây là loài đặc hữu của Hoa Kỳ.